# Camí del Lledó (Guàrdia de Noguera)
El Camí del Lledó és un camí del terme municipal de Castell de Mur, Pallars Jussà, dins de l'antic terme de Guàrdia de Tremp.
Arrenca del Camí dels Prats de Dalt, a la partida de l'Hospital, de la cruïlla on també surt, cap al sud-est, el Camí de Sant Sebastià, i en 1.200 metres mena a la cruïlla amb el Camí de Canalets, entre la Vinya de Carrió (nord-est), los Reganyats (ponent) i Marsaborit (sud-est).